# Uniwersytet Karola
Uniwersytet Karola (cz. Univerzita Karlova) – uniwersytet w Pradze, założony w 1348 przez króla Czech Karola IV Luksemburskiego, najstarszy uniwersytet w Europie Środkowej.

## Historia
Uczelnię zorganizowano na wzór Uniwersytetu Paryskiego. Jedno z kolegiów dla polskich i litewskich studentów zostało ufundowane przez polską królową Jadwigę. Znaczącą rolę w dziejach uniwersytetu odegrali husyci. Jan Hus był tutejszym wykładowcą i rektorem.
W 1882 uniwersytet podzielono na dwa odrębne: czeski i niemiecki. Wspólna pozostała tylko biblioteka uniwersytecka. Drugi uniwersytet, funkcjonujący jako Niemiecki Uniwersytet Karola i Ferdynanda (Deutsche Karl-Ferdinands-Universität), w 1921 miał zostać przeniesiony do Liberca, do czego jednak nie doszło. W 1920 na mocy ustawy z 19 lutego uczelnia czeska otrzymała obecną nazwę i została uznana za prawnego kontynuatora średniowiecznego poprzednika, przejmując budynek główny Carolinum, insygnia rektorskie i historyczne pamiątki i dokumenty. W 1939 uniwersytet czeski został zamknięty, a niemiecki otrzymał kolejne nazwy: Deutsche Karls-Universität in Prag, a następnie Frontuniversität. W 1939 podczas protestu studentów i bezpośrednio po nim Niemcy zabili kilku jego uczestników, a około 1200 wywieźli do obozów koncentracyjnych, w których około 35 z nich zginęło. W 1945 został zamknięty (obecnie kontynuuje swoją działalność w Monachium jako Collegium Carolinum) i reaktywowano instytucję czeską.
W roku akademickim 2020/2021, Uniwersytet Karola zatrudniał ponad cztery tysiące nauczycieli akademickich, a studiowało na nim około 50 tysięcy studentów, w tym 7,5 tysiąca na studiach doktorskich. W sumie na uniwersytecie prowadzonych jest przeszło 300 programów.